# Jean II de Forez
Jean II de Forez, comte de Forez (1362-1372), né en 1343 et décédé en 1372. Il est le fils cadet de Guigues VII de Forez et de Jeanne de Bourbon. Il succède à son frère Louis Ier de Forez. Il est qualifié par ses contemporains de faible d'esprit, à cause d'une blessure à la tête en 1362 lors de la bataille de Brignais, au cours de laquelle son frère et prédécesseur décède. Il meurt sans alliance ni postérité après avoir vécu sous la tutelle de sa mère, de son oncle paternel Renaud de Malleval et Louis II de Bourbon. 
Sa nièce Anne Dauphine d'Auvergne récupère l'héritage du comté en 1372, et avec elle commence la domination des ducs de Bourbons sur le Forez, même si la réelle souveraineté n'est pas vraiment clarifiée jusqu'en 1376. En effet, Béraud II d'Auvergne, la comtesse douairière Jeanne de Bourbon, et Louis II de Bourbon tentent de faire valoir leurs droits à la tutelle pendant la minorité d'Anne.